# Llista de banderes municipals del Tarragonès
Llista de les banderes oficials dels municipis de la comarca del Tarragonès.
| Bandera del Catllar   | Bandera del Catllar              |
| Constantí             | Bandera de Constantí             |
| Els Pallaresos        | Bandera dels Pallaresos          |
| La Pobla de Mafumet   | Bandera de la Pobla de Mafumet   |
| La Pobla de Montornès | Bandera de la Pobla de Montornès |
| La Riera de Gaià      | Bandera de la Riera de Gaià      |
| Roda de Berà          | Bandera de Roda de Berà          |
| Salou                 | Bandera de Salou                 |
| La Secuita            | Bandera de la Secuita            |
| Torredembarra         | Bandera de Torredembarra         |
| Vespella de Gaià      | Bandera de Vespella de Gaià      |